# پرچم شاهزاده

پرچم شاهزاده

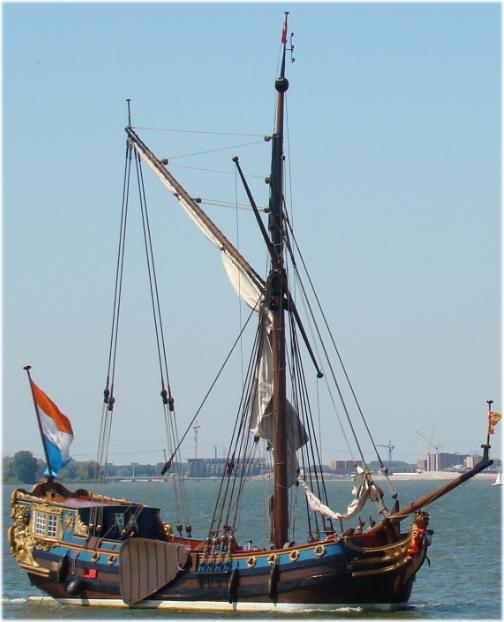
پرچم شاهزاده در کشتی دوباره ترمیم‌شدهٔ «داوترخت» در سال ۱۷۴۶

پرچم شاهزاده پرچم پادشاهی هلند است که اولین بار در اواخر قرن شانزدهم در
شورش هلند مورد استفاده قرار گرفت. پرچم شاهزاده براساس پرچم شاهزاده ویلیام خاموش است به همین دلیل به این نام نامیده شده‌است. پرچم به رنگهای نارنجی، سفید و آبی است.

## نگارخانه

پرچم ایالت مستقل اورنج (۱۸۵۴-۱۹۱۰)
پرچم آفریقای جنوبی(۱۹۲۸-۱۹۹۴)
پرچم نیویورک سیتی
پرچمآلبانی، نیویورک
پرچم برانکس
پرچم دانشگاه هوفسترا